# ماري وود
ماري وود (بالإنجليزية: Peggy Wood)‏ (و. 1892 – 1978 م) هي ممثلة، ومغنية، وممثلة مسرحية، وممثلة تلفزيونية، من الولايات المتحدة الأمريكية، ولدت في بروكلين، توفيت في ستامفورد، عن عمر يناهز 86 عاماً بسبب سكتة دماغية.

## وصلات خارجية
- ماري وود على موقع IMDb (الإنجليزية)
- ماري وود على موقع ألو سيني (الفرنسية)
- ماري وود على موقع ميوزك برينز (الإنجليزية)
- ماري وود على موقع تيرنر كلاسيك موفيز (الإنجليزية)
- ماري وود على موقع أول موفي (الإنجليزية)
- ماري وود على موقع قاعدة بيانات برودواي على الإنترنت (الإنجليزية)
- ماري وود على موقع قاعدة بيانات الأفلام السويدية (السويدية)
- ماري وود على موقع إن إن دي بي (الإنجليزية)
- ماري وود على موقع ديسكوغز (الإنجليزية)
- ماري وود على موقع قاعدة بيانات الفيلم (الإنجليزية)